# 盘花沙群海葵
盘花沙群海葵（学名：Palythoa anthoplax）为鞘群海葵科沙群海葵属的动物。分布于菲律宾、越南以及南海西沙群岛等，主要栖息于低潮线下的珊瑚上。

## 分布地点
生活在低潮线下的珊瑚上。菲律宾，越南（芽庄）